# The Miseducation of Lauryn Hill
The Miseducation Of Lauryn Hill (en español: La falta de educación de Lauryn Hill) es el primer álbum en solitario de la artista estadounidense Lauryn Hill, lanzado el 25 de agosto de 1998 por Ruffhouse y Columbia Records. Es un álbum de neo soul, con influencias del R&B, hip hop, soul y reggae. El título del álbum fue inspirado en la novela autobiográfica The Education of Sonny Carson, y en The Mis-Education of the Negro publicada por Carter G. Woodson.
Tras su lanzamiento, el álbum recibió críticas muy favorables por parte de los críticos de música y debutó en el número uno en la lista Billboard 200, vendiendo 422.624 copias en su primera semana. Se estima que el álbum ha vendido más de 20 millones de copias en todo el mundo, lo que lo hace el álbum de rap y neo soul femenino más vendido de la historia. En Estados Unidos fue certificado diamante por la Recording Industry Association of America (RIAA) en febrero de 2021, convirtiendo a Hill en la única rapera femenina con un álbum diamante, además de lograr tener uno de los pocos álbumes diamante de hip hop. La revista Rolling Stone lo colocó en el puesto 10 de la lista de «Los 500 mejores álbumes de todos los tiempos».
El álbum produjo tres sencillos exitosos, «Doo Wop (That Thing)», «Ex-Factor» y «Everything Is Everything», y su excelente versión de «Can't Take My Eyes Off You», original de Frankie Valli, lo que le valió una nominación al Premio Grammy a la mejor interpretación femenina vocal de pop. Además en la edición del año 1999 de los Premios Grammy, el álbum ganó en sus cinco categorías, incluyendo el premio al álbum del año.

## Lista de canciones
| N.º | Título                                   | Escritor(es)                             | Productor(es)            | Duración |  |
| 1.  | «Intro»                                  |                                          | Lauryn Hill              | 0:47     |  |
| 2.  | «Lost Ones»                              | Lauryn Hill                              | Lauryn Hill, Vada Nobles | 5:33     |  |
| 3.  | «Ex-Factor»                              | Lauryn Hill                              | Lauryn Hill              | 5:26     |  |
| 4.  | «To Zion» (con Carlos Santana)           | Lauryn Hill                              | Lauryn Hill              | 6:08     |  |
| 5.  | «Doo Wop (That Thing)»                   | Lauryn Hill                              | Lauryn Hill              | 5:19     |  |
| 6.  | «Superstar»                              | Lauryn Hill, Johari Newton, James Poyser | Lauryn Hill              | 4:56     |  |
| 7.  | «Final Hour»                             | Lauryn Hill                              | Lauryn Hill              | 4:15     |  |
| 8.  | «When It Hurts So Bad»                   | Lauryn Hill                              | Lauryn Hill              | 5:42     |  |
| 9.  | «I Used to Love Him» (con Mary J. Blige) | Lauryn Hill                              | Lauryn Hill              | 5:39     |  |
| 10. | «Forgive Them Father»                    | Lauryn Hill                              | Lauryn Hill              | 5:15     |  |
| 11. | «Every Ghetto, Every City»               | Lauryn Hill                              | Lauryn Hill              | 5:14     |  |
| 12. | «Nothing Even Matters» (con D'Angelo)    | Lauryn Hill                              | Lauryn Hill              | 5:49     |  |
| 13. | «Everything Is Everything»               | Lauryn Hill, Johari Newton               | Lauryn Hill              | 4:58     |  |
| 14. | «The Miseducation of Lauryn Hill»        | Lauryn Hill, Tejumold Newton             | Lauryn Hill              | 4:17     |  |

| Bonus tracks en Estados Unidos |                                 |                          |               |          |  |
| N.º                            | Título                          | Escritor(es)             | Productor(es) | Duración |  |
| 15.                            | «Can't Take My Eyes Off You»    | Bob Crewe, Bob Gaudio    | Lauryn Hill   | 3:41     |  |
| 16.                            | «Sweetest Thing» (Mahogany Mix) | B. DeVorzon, Wyclef Jean | Lauryn Hill   | 4:42     |  |

| Import bonus / pistas ocultas |                              |                       |               |          |  |
| N.º                           | Título                       | Escritor(es)          | Productor(es) | Duración |  |
| 15.                           | «Can't Take My Eyes Off You» | Bob Crewe, Bob Gaudio | Lauryn Hill   | 3:41     |  |
| 16.                           | «Tell Him»                   | Lauryn Hill           | Lauryn Hill   | 4:38     |  |

### Sampleos
| Título                        | Notas                                                                                            |
| ----------------------------- | ------------------------------------------------------------------------------------------------ |
| «"Lost Ones»                  | - Samples de «Super Hoe» de Boogie Down Productions - Interpolación de «Bam Bam» de Sister Nancy |
| «"Ex-Factor»                  | - Samples de «Can It Be All So Simple» de Wu-Tang Clan                                           |
| «To Zion»                     | - Samples de «And The Feeling's Good» de José Feliciano                                          |
| «"Doo Wop (That Thing)»       | - Samples de «Together Let's Find Love» de The 5th Dimension                                     |
| «"Superstar»                  | - Interpolación de «Light My Fire» de The Doors                                                  |
| «"I Used To Love Him»         | - Samples de «Ice Cream» de Raekwon                                                              |
| «"Forgive Them Father»        | - Samples de «Concrete Jungle» de Bob Marley                                                     |
| «"Every Ghetto, Every City»   | - Interpolación de «Heaven and Hell Is on Earth» por la 20th Century Steel Band                  |
| «"Can't Take My Eyes Off You» | - Cover de Frankie Valli                                                                         |

## Posicionamiento en listas y certificaciones
| Listas (1998/1999)              | Mejor posición |
| ------------------------------- | -------------- |
| Australian Albums Chart         | 2              |
| Austrian Albums Chart           | 4              |
| Belgium Albums Chart (Flanders) | 10             |
| Belgium Albums Chart (Wallonia) | 3              |
| Canadian Albums Chart           | 1              |
| French Albums Chart             | 3              |
| Finnish Albums Chart            | 20             |
| German Albums Chart             | 9              |
| Italian Albums Chart            | 3              |
| Netherlands Albums Chart        | 11             |
| New Zealand Albums Chart        | 5              |
| Norwegian Albums Chart          | 2              |
| Swiss Albums Chart              | 11             |
| US Billboard 200                | 1              |
| US R&B/Hip-Hop                  | 1              |

| País           | Organismo certificador | Certificación | Ref.   |
| -------------- | ---------------------- | ------------- | ------ |
| Australia      | ARIA                   | Platino       | [ 19 ] |
| Bélgica        | BEA                    | Platino       | [ 20 ] |
| Canadá         | Music Canada           | 7× Platino    | [ 21 ] |
| Estados Unidos | RIAA                   | Diamante      | [ 22 ] |
| Francia        | SNEP                   | Platino       | [ 23 ] |
| Países Bajos   | NVPI                   | Platino       | [ 24 ] |
| Nueva Zelanda  | RIANZ                  | 3× Platino    | [ 25 ] |
| Reino Unido    | BPI                    | 2× Platino    | [ 26 ] |
| Suecia         | IFPI (Suecia)          | Platino       | [ 27 ] |
| Suiza          | IFPI (Suiza)           | Oro           | [ 28 ] |